# Volta a Suïssa 1946
La Volta a Suïssa 1946 és la 10a edició de la Volta a Suïssa. Aquesta edició es disputà del 13 de juliol al 20 de juliol de 1946, amb un recorregut de 1.845 km distribuïts en 8 etapes, una d'elles amb dos sectors. L'inici i final de la cursa fou a Zúric. La cursa es torna a disputar després de tres edicions sense fer-ho per culpa de la Segona Guerra Mundial.
El vencedor final fou l'italià Gino Bartali, el qual dominà la cursa de cap a fi. A banda de la general Bartali aconseguí 4 victòries d'etapa i la classificació de la muntanya. El suís Josef Wagner i l'italià Aldo Ronconi acabaren segon i tercer respectivament.

## Etapes
| Etapa  | Data         | Recorregut           | Km    | Vencedor d'etapa     | Líder de la general |
| ------ | ------------ | -------------------- | ----- | -------------------- | ------------------- |
| 1ª     | 13 de juliol | Zúric - Basilea      | 250,0 | Gino Bartali (ITA)   | Gino Bartali (ITA)  |
| 2ª     | 14 de juliol | Basilea - Morges     | 270,7 | Renzo Zanazzi (ITA)  | Gino Bartali (ITA)  |
| 3ª (a) | 15 de juliol | Morges - Murten      | 105,0 | Guy Lapébie (FRA)    | Gino Bartali (ITA)  |
| 3ª (b) | 15 de juliol | Murten - Berna       | 145,2 | Josef Wagner (SUI)   | Gino Bartali (ITA)  |
| 4ª     | 16 de juliol | Berna - Zug          | 201,0 | Hans Martin (SUI)    | Gino Bartali (ITA)  |
| 5ª     | 17 de juliol | Zug - Lugano         | 214,8 | Gino Bartali (ITA)   | Gino Bartali (ITA)  |
| 6ª     | 18 de juliol | Lugano - Arosa       | 189,0 | Gino Bartali (ITA)   | Gino Bartali (ITA)  |
| 7ª     | 19 de juliol | Arosa - Sankt Gallen | 241,5 | Louis Thiétard (FRA) | Gino Bartali (ITA)  |
| 8ª     | 20 de juliol | Sankt Gallen - Zúric | 227,7 | Gino Bartali (ITA)   | Gino Bartali (ITA)  |

## Classificació final
|    | Ciclista                | Equip   | Temps       |
| -- | ----------------------- | ------- | ----------- |
| 1  | Gino Bartali (ITA)      | Itàlia  | 54h 41' 07" |
| 2  | Josef Wagner (SUI)      | Suïssa  | + 16' 30"   |
| 3  | Aldo Ronconi (ITA)      | Itàlia  | + 16' 38"   |
| 4  | René Vietto (FRA)       | França  | + 20' 11"   |
| 5  | Norbert Callens (BEL)   | Bèlgica | + 30' 58"   |
| 6  | Jean Engels (BEL)       | Bèlgica | + 43' 31"   |
| 7  | Julián Berrendero (ESP) | Espanya | + 47' 31"   |
| 8  | Ernst Naef (SUI)        | Suïssa  | + 48' 45"   |
| 9  | Robert Lang (SUI)       | Suïssa  | + 48' 49"   |
| 10 | Willy Kern (SUI)        | Suïssa  | + 49' 00"   |